# Russi Taylorová
Russi Taylorová (4. května 1944 Cambridge, Massachusetts – 26. července 2019 Glendale, Kalifornie) byla americká dabérka. Do paměti diváků se zapsala jako hlas Minnie Mouse, kterou namlouvala 33 let, a byla provdána za dabéra Wayna Allwina až do jeho smrti 18. května 2009. Dabovala také několik postav v seriálu Simpsonovi.

## Raný život a kariéra
Russi Taylorová se narodila 4. května 1944 v Cambridge ve státě Massachusetts.
Taylorová zahájila svou kariéru dabérky v polovině 70. let 20. století. Její první hlasovou rolí byl hlas dítěte Teda a Georgette v sitcomu The Mary Tyler Moore Show. V roce 1986 se Taylorová stala hlasem Minnie Mouse a tuto postavičku namlouvala 33 let až do své smrti v roce 2019. Namluvila také Hueyho, Deweyho a Louieho a Webbyho Vanderquacka v televizním seriálu Kačeří příběhy. Taylorová rovněž propůjčila hlas mnoha postavám v animovaném seriálu Simpsonovi, včetně šprta Martina Prince, fialovovlasých dvojčat Sherri a Terri a německého výměnného studenta Ütera.
V roce 1980 pro společnost Hanna-Barbera namluvila hlas Pebbles Flintstoneové v komediálním seriálu The Flintstone Comedy Show. Taylorová byla také původním hlasem Strawberry Shortcake a hlasem Baby Gonza v Muppet Babies, Novy v animovaném seriálu Twinkle, the Dream Being či Pac-Baby v televizním seriálu Pac-Man. Její poslední nedisneyovskou rolí byla Birdie the Early Bird v reklamě na McDonaldland. Byla také hlasem Drizely a Kmotřičky víly v pokračováních Popelky Popelka II: Splněný sen a Popelka III: Ztracena v čase.

## Osobní život
Taylorová byla vdaná za Wayna Allwina, třetího hlasu Mickeyho Mouse, a to od roku 1991 až do jeho smrti v roce 2009. Oba byli v roce 2008 jmenováni legendami společnosti Disney.

## Úmrtí
Taylorová zemřela na rakovinu tlustého střeva 26. července 2019 ve svém domě v Glendale v Kalifornii ve věku 75 let.